# The Kids Aren't Alright
The Kids Aren't Alright is een nummer van de Amerikaanse punkrockband The Offspring uit 1999. Het is de derde single van hun vijfde studioalbum Americana.

## achtergrond
De titel is een allusie op The Kids Are Alright van The Who. "The Kids Aren't Alright" gaat over de problemen die bij opgroeien komen kijken. Offspring-zanger Dexter Holland schreef het nummer na een bezoek aan zijn geboorteplaats Garden Grove in Californië. Het nummer flopte in Amerika, maar werd in Oceanië en een paar Europese landen wel een klein hitje. In de Nederlandse Top 40 haalde het een bescheiden 27e positie, en in de Vlaamse Ultratop 50 kwam het niet verder dan de 43e positie.